# Magellan (navire)
Pour les articles homonymes, voir Holiday et Magellan.
Le Magellan est un navire de croisière de la classe Holiday construit en 1983 par les chantiers Aalborg Værft d’Aalborg pour la compagnie Carnival Cruise Lines. Il est lancé le 10 décembre 1983 et mis en service le 13 juillet 1985. En 2005, il sert de logement temporaire à Pascagoula pour les victimes de l’ouragan Katrina. En 2009, il est transféré à la compagnie Ibero Cruceros qui le renomme Grand Holiday. Il navigue sous ce nom jusqu’à son rachat en 2014 par la compagnie Cruise & Maritime Voyages qui le renomme Magellan.

## Histoire
Le Magellan est un navire de croisière de la classe Holiday construit en 1983 par les chantiers Aalborg Værft d’Aalborg pour la compagnie Carnival Cruise Lines. Il est lancé le 10 décembre 1983 et mis en service le 13 juillet 1985 sous le nom de Holiday.
En 2003, la compagnie Carnival Cruise Lines décide de le rénover, mais cette rénovation est interrompue en septembre 2005, lorsqu’il est affrété pour six mois par le Military Sealift Command afin de servir de logement temporaire à Pascagoula pour les victimes de l’ouragan Katrina. Il est rendu à la compagnie en février 2006 et sa rénovation est achevée.
En avril 2009, son itinéraire est modifié à cause de l’épidémie de grippe A: deux escales à Cozumel et Calica sont remplacées par des escales à Key West et Freeport. Le Holiday est le premier navire de Carnival Cruise Lines à reprendre son service au Mexique fin mai 2009.
Le groupe Carnival, société mère de Carnival Cruise Lines, projette de le transférer à la flotte d’Ibero Cruceros en 2009, mais le marché espagnol des croisières est en léger recul à la fin de l’année 2008. En novembre 2009, le transfert est effectué. Il est, à ce moment, le plus petit et le plus ancien navire de la flotte de Carnival Cruise Lines. Ibero Cruises le renomme Grand Holiday
En novembre 2014, il est racheté par la compagnie Cruise & Maritime Voyages et est renommé Magellan. Il commence ses croisières sous ce nouveau nom le 15 mars 2015.

## Galerie

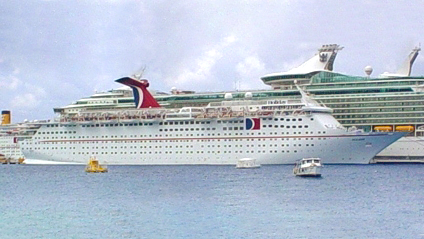
Le Carnival Holiday à Cozumel en mars 2004.
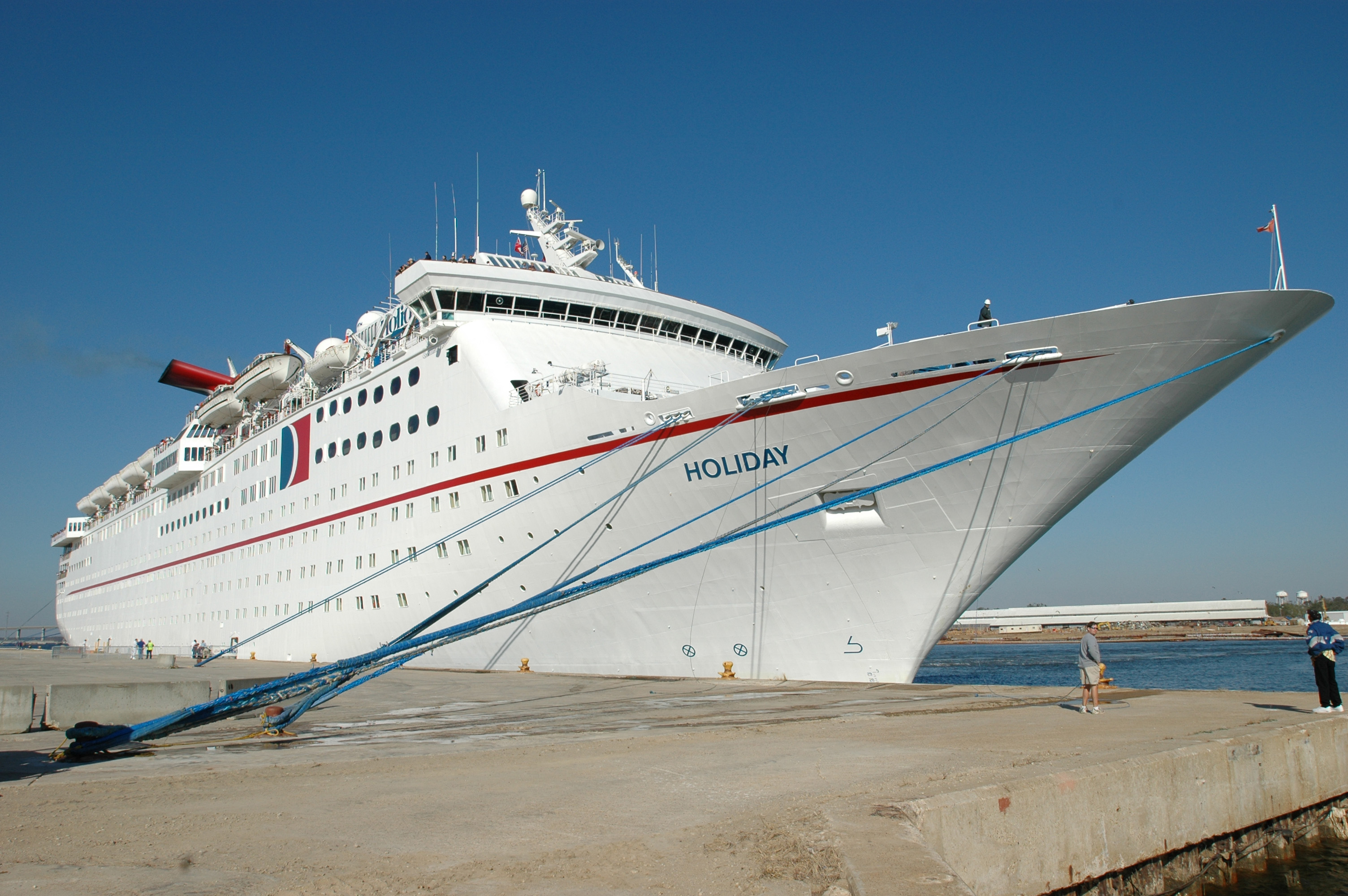
Le Holiday à Pascagoula en octobre 2005.
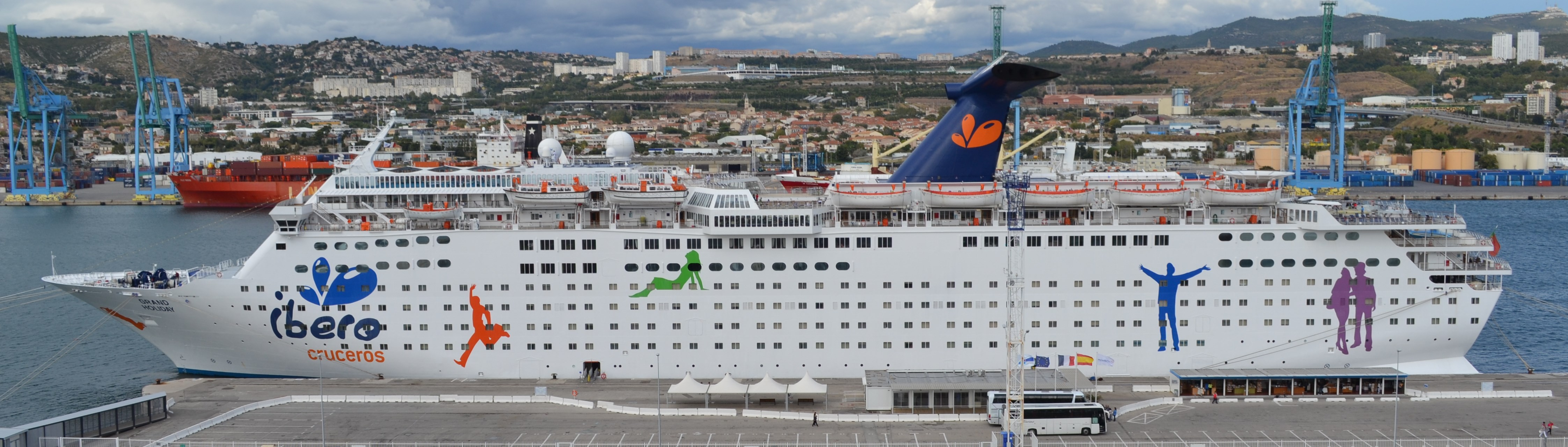
Le Grand Holiday à Marseille en septembre 2013.

## Description
Il dispose de 3 bars intérieurs, de 2 piscines, de 2 restaurants, d’un service de garde d’enfants, d’un service de blanchisserie, d’un service de location de smokings, d’un cybercafé, de 2 jacuzzis, d’une infirmerie et d’un service postal.
À l’intérieur des suites, différents services sont fournis, tels que : service de chambre, minibar, télévision, réfrigérateur et coffre-fort.
Les activités à bord sont nombreuses : comédie spectacles, casino, discothèque, piano-Bar, salle de jeux, librairie, bibliothèque, salles de sport et conditionnement physique, spa / salon de fitness, ping-pong, jeu de palet, aérobic, jogging, piscine, basket-ball, volley-ball et golf.
Sur le Holiday, huit ponts sont consacrés aux passagers:
- le pont 1 (Riviera)
- le pont 2 (principal)
- le pont 3 (supérieur)
- le pont 4 (Empress)
- le pont 5 (America)
- le pont 6 (promenade)
- le pont 7 (Lido)
- le pont 8 (véranda)

## Navires jumeaux
Le Magellan a deux navires jumeaux:
- le Celebration, actuellement en service sous le nom de Grand Celebration.
- le Jubille, actuellement en service sous le nom de Henna.